# Brittney Alger
Brittney Marie Alger (nascida em 25 de outubro de 1988) é uma atriz e modelo norte-americana.

## Filmografia

### Cinema
| Ano  | Título                | Papel         | Notas     |
| ---- | --------------------- | ------------- | --------- |
| 2011 | Ricochet              | Jenny         | Telefilme |
| 2012 | 21 Jump Street        | Amigo do Eric |           |
| 2012 | Pitch Perfect         |               |           |
| 2012 | So Undercover         | Summer        |           |
| 2013 | Broken City           |               |           |
| 2013 | Hell Baby             |               |           |
| 2013 | G.I. Joe: Retaliation | Bartender #1  |           |
| 2013 | Sons of Liberty       | Namorada      |           |
| 2013 | The Demented          | Naomi         |           |
| 2014 | Barefoot              | Stripper #2   |           |
| 2014 | The Outsider          | Garota #1     |           |
| 2014 | 13 Sins               | Enfermeira    |           |
| 2015 | Velozes e Furiosos 7  | Jasmine       |           |

### Televisão
| Ano  | Título                            | Papel          | Notas                                                                                |
| ---- | --------------------------------- | -------------- | ------------------------------------------------------------------------------------ |
| 2011 | Treme                             | Nelson Hidalgo | Episódio: "That's What Lovers Do"                                                    |
| 2012 | Breakout Kings                    | Alexa Berger   | Episódio: "An Unjust Death"                                                          |
| 2012 | Common Law                        | Recepcionista  | Episódio: "Odd Couples"                                                              |
| 2013 | Occult                            | Taylor         | Unaired A&E pilot                                                                    |
| 2014 | Wild Card                         | Queen Bee      | Episódio: "The Pilot"                                                                |
| 2014 | Really                            | Jenny          | Episódio: "Pilot"                                                                    |
| 2015 | Baby Daddy                        | Christina      | Episódios: "A Love/Fate Relationship" e "It Takes a Village Idiot"                   |
| 2015 | It's Always Sunny in Philadelphia | Cindy          | Episódios: "Ass Kickers United: Mac and Charlie Join a Cult", "Dee Made a Smut Film" |